# 포페아의 대관식

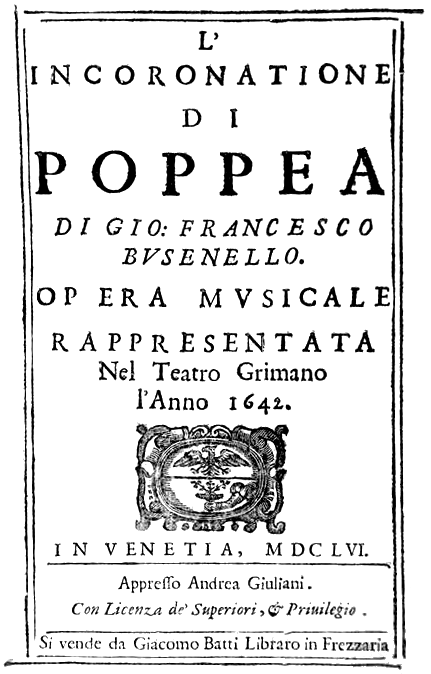

포페아의 대관식(L'incoronazione di Poppea)은 클라우디오 몬테베르디가 작곡한 서막이 있는 3막의 오페라 세리아이다. 대본은 《타치투스의 연감》(Annals of Tacitus)에서 묘사된 역사적 사건을 기초로, 지오반니 프란체스코 부세넬로에 의해 작성되었다. 1642년 베네치아의 산티 조반니와 파올로 극장에서 초연되었다.
이 오페라는 로마 제국의 황제 네로의 두 번째 부인인 포파에아 사비나를 이야기의 여주인공으로 삼는다. ""포페아의 대관식"'은 몬테베르디의 마지막 오페라로, 작곡가로서의 성숙함을 보여준다. 역사적 사실과는 달리, 몬테베르디는 왕비의 네로를 향한 사랑을 초점에 맞추어, 그녀를 호의적으로 묘사한다.
부세넬로가 작성한 줄거리에서, 서막에 비르투와 포르투나를 넘어서서, 아모레의 명백한 승리를 보여주는 장면은 모순적이다. 그러나 오늘날의 지적인 관객들은 분노에 꼭대기에 있는 네로가 임신한 포페아를 살해한다는 것을 알고 있을 것이다. 포페아의 두 번째 남편이었던 오토네가 네로 뒤를 이어 황제의 자리에 오른다. 포페아는 그녀의 목적을 간단히 오토네에게 충실하게 남아있었다면, 비극없이 성취할 수 있었을 것이다.
이 오페라의 화려하게 끝맺는 네로네와 포페아의 이중창은 몬테베르디가 아니라 다른 작곡가의 의해 작곡되었다고 여겨진다.

## 등장 배역
- 주요 배역

오토네 - (카운터테너)
포페아 - (메조소프라노)
네로네 황제 - (원래는 카스트라토: 이제는 테너 또는 메조소프라노)
아르날타, 포페아의 간호인 - (콘트랄토, 또는 테너)
오타비아 왕비 - (메조소프라노)
세네카 - (베이스)
드루실라 - (소프라노)
- 단역

포르투나, 여신 - (메조소프라노)
비르투, 여신 - (메조소프라노)
아모레, 여신 - (소프라노)
두 병사 - (테너)
발레토 - (소프라노)
간호인 - (콘트랄토)
팔라데 - (소프라노)
다미젤라 - (소프라노)
메르쿠리오 - (테너)
리베르토 - (테너)
루카노 - (테너)
- 기타

릭토르 - (베이스)
친구들, 상담자, tribunes, lictors, 하인들, 병사들 - 합창

## 줄거리
1세기 중반, 로마 제국

### 서막
운명의 여신인 포르투나는 자신이 없이는 미덕은 아무런 소용이 없다고 주장한다. 미덕의 여신인 비르투는 화를 내며 그녀의 영적 우월성을 근거로 이에 맞선다. 그러나 둘은 세상을 먼저 움직이는 자인 사랑의 신 아모레의 힘이 에 굴복한다.

### 1막
- 1장: 로마 포페아 집밖
- 2장: 포페아의 집 안
- 3장: 궁전의 오타비아의 구역
- 4장: 포페아 집 내부
- 5장: 포페아 집 밖
- 6장: 궁전의 정원
- 7장: 세네카의 정원

### 2막
- 1장: 궁전 내, 네로내의 구역
- 2장: 궁전 내, 궁전 오타비아의 구역
- 3장: 포페아의 집
- 4장: 거리
- 5장:
- 6장:
- 7장: 대관식

## 유명한 아리아
- "Solitudine amata" (세네카)
- "Disprezzata regina" (오티비아)
- "Oblivion soave" (아르날타)
- "Felice cor mio" (드루실라)